# Penha de França
Penha de França là một thị trấn thống kê (census town) của quận North Goa thuộc bang Goa, Ấn Độ.

## Nhân khẩu
Theo điều tra dân số năm 2001 của Ấn Độ, Penha de França có dân số 15.375 người. Phái nam chiếm 53% tổng số dân và phái nữ chiếm 47%. Penha de França có tỷ lệ 81% biết đọc biết viết, cao hơn tỷ lệ trung bình toàn quốc là 59,5%: tỷ lệ cho phái nam là 83%, và tỷ lệ cho phái nữ là 78%. Tại Penha de França, 10% dân số nhỏ hơn 6 tuổi.